# Kamui (manga)
Kamui (カムイ?), también conocida como Ninpū Kamui Gaiden (忍風カムイ外伝 lit. Kamui, el ninja fugitivo?) es una serie de manga escrita ilustrada por Sanpei Shirato. Una adaptación a serie de anime fue producida por el estudio de animación TCJ y transmitida por Fuji TV entre el 6 de febrero y el 28 de septiembre de 1969, componiéndose de veintiséis episodios.

## Argumento
Kamui es un ninja del período Edo durante el gobierno del cuarto miembro del Shogunato Tokugawa, Ietsuna Tokugawa entre 1651 y 1680, que decide desertar de su clan. Al hacerlo es acosado por los demás miembros del mismo; quienes quieren matarlo por considerarlo un traidor. Por eso Kamui debe vagar constantemente por Japón para escapar de ellos y usar toda su inteligencia y grandes habilidades para sobrevivir. En el transcurso de la serie Kamui comienza a sufrir de paranoia como consecuencia de su situación de perseguido. Kamui desconfía de la gente al creer que todos ellos quieren asesinarlo. La serie transcurre en tonos grises y un ambiente triste, quizás reflejando la miseria, pobreza y violencia de este período en especial de la historia de Japón.

## Media

### Anime

#### Lista de episodios
| # | Título                                                | Estreno                  |
| --- | ----------------------------------------------------- | ------------------------ |
| 01 | «Gorrión caído» (雀落し)                              | 6 de abril de 1969       |
| Kamui resulta herido luego de un duelo con un agente ninja, una campesina y su hermano, un niño llamado Royi lo refugian y curan en una aldea a orillas de un río, mientras tres ninjas especialistas en Tiro con arco (Yumi), lanzamiento de dagas (Kunai) y cerbatana (Fukiya) más lo siguen para matarlo y aprenderán una lección de cacería. |                                                       |                          |
| 02 | «Caída lizuna» (飯綱落し)                             | 13 de abril de 1969      |
| Kamui enfrente a Mashira (マシラ) y su grupo de nueve Ninja, una banda conocida como los "Formidables Ninja del Bosque", especialistas en piruetas y acrobacias (Taihenjutsu) en los árboles, en este capítulo Kamui utiliza por primera vez en la serie su técnica principal, el "Hechizo Mortal", mientras un niño llamado Royi lo sigue porque quiere entrenar y ser ninja. |                                                       |                          |
| 03 | «Luna o Sombra de mayo» (月影)                        | 20 de abril de 1969      |
| Un ninja llamado Tsuki (月影 Tsukikage en la versión original), experto en el uso del engaño persigue a Kamui, mientras Hansuke (半助), otro ninja anciano reclama al Jōnin (上忍), su derecho a asesinar al ninja desertor (抜忍 nukenin). Royi se decepciona del mundo Ninja por un engaño de Kamui. |                                                       |                          |
| 04 | «Ardillas voladoras gigantes» (むささび)              | 27 de abril de 1969      |
| Shirō (四郎) y Sanae (早苗), dos hermanos adolescentes expertos en el arte de volar entre los árboles y saltar a grandes alturas son enviados por el Líder Ninja a asesinar a Kamui. Sin embargo Shiro queda loco después de un fuerte golpe en la cabeza y su hermana decide cuidarlo, sin embargo, el Líder le ordena dejar a su hermano y matar a Kamui. Sanae empieza a entrenar el truco de Kamui para poder vencerlo. Ambos ninja se enfrentan y Sanae se engancha a Kamui atravesándose ella misma con su espada para traspasarse y también matar a Kamui mientras quedan colgando pues se ha amarrado a un árbol. La hoja no hace nada a Kamui quien tiene una malla de acero para evitar heridas de armas blancas. El cadáver de Sanae queda colgando del árbol y Shiro queda desvariando en el bosque. |                                                       |                          |
| 05 | «Cinco árboles» (五ツ)                                | 4 de mayo de 1969        |
| Un ninja llamado Isutzu (五ツ Itsutsu) experto en una rara técnica es despachado a eliminar a Kamui, pero antes ambos deben enfrentar sus conciencias. |                                                       |                          |
| 06 | «Oír el árbol» (木耳 （きくらげ）)                    | 11 de mayo de 1969       |
| Kamui se enfrenta a un Ninja con la habilidad de leer la mente y detectar los latidos de su corazón. Una campesina y su abuelo lo ayudan. |                                                       |                          |
| 07 | «Viento constante» (常風（とこかぜ）)                 | 18 de mayo de 1969       |
| Un hombre lobo azota una población desde hace un mes. Un ninja llamado Hyoma, enviado a matar a Kamui, lo persigue hasta esa población. |                                                       |                          |
| 08 | «Uno de los nueve» (九の一)                           | 25 de mayo de 1969       |
| Kamui ingresa a un grupo de leñadores del bosque y conoce a una muchacha, Tune, con quien cree poder hacer una vida en común. |                                                       |                          |
| 09 | «Demonio oscuro» (暗鬼（あんき）)                     | 1 de junio de 1969       |
| Un nuevo peligro acecha a Kamui. Un enemigo misterioso desde la oscuridad del bosque lo ataca y persigue. En el camino se encuentra a un niño llamado Sato, de quien desconfía. Intentan atravesar el río pero por la fuerte lluvia se ven obligados a permanecer en un refugio con una mujer que quiere atravesar el río para ver a su esposo; un Ronin que quiere morir en combate y un Granjero que no parece ser lo que se ve. Uno a uno van muriendo, primero el niño Sato muere ahogado en el río, luego la mujer cae enferma aparentemente envenenada... Kamui no sabe que pensar... finalmente una explosión sacude la choza y la mujer muere. El Ejército Samurái rodea la casa y el Ronin muere en combate contra otros Samurái, el granjero era un informante de otro Señor feudal y muere. Kamui en el bosque se enfrenta al Demonio que lo sigue y lo mata con el Hechizo Mortal.. un perro ninja entrenado para matarlo. Kamui sigue su camino. |                                                       |                          |
| 10 | «Cigarra vacía (Envoltura mortal)» (空蝉（うつせみ）) | 8 de junio de 1969       |
| Kamui queda temporalmente ciego tras un duelo con un ninja suicida. Sin poder avanzar mucho llega a un pueblo fantasma donde queda acorralado por un ninja de Iga, mientras un tercer asesino lo acecha. En este capítulo se deja entrever que Kamui es un ninja de Koga. |                                                       |                          |
| 11 | «Servil» (下人)                                       | 15 de junio de 1969      |
| Todavía ciego por el duelo con un ninja perseguidor, Kamui cae por un barranco y queda inconsciente. Es rescatado por una familia de campesinos que lo cura pero lo somete a la esclavitud. Luego de esto, todo el pueblo se turna para usarlo como un sirviente hasta que llegan una banda de Rōnin, o Samurái bandidos y secuestran un muchacha, ante esto Kamui la rescata y escapa del pueblo. |                                                       |                          |
| 12 | «Caballo loco» (狂馬)                                 | 22 de junio de 1969      |
| Konoma (コノマ), un joven ninja sigue a Kamui por el bosque esperando una oportunidad para matarlo. En un duelo con Kamui, Konoma resulta envenenado y el ninja fugitivo lo ayuda, luego de esto Konoma decide desertar pero el grupo de ninja al que pertenece al mando del Sublíder (中忍 Chūnin) Tenjin de Tamba (丹波の天人 Tanba no Tenjin) los persiguen a los dos. Tenjin resulta gravemente herido al caer en un precipicio luego que Kamui utilizara un caballo salvaje para emboscar a los ninjas. |                                                       |                          |
| 13 | «Ser celestial» (天人)                                | 29 de junio de 1969      |
| Kamui y Konoma enfrentan al grupo de perseguidores, al mismo tiempo, un grupo de aldeanos de la zona castiga a un indigente de nombre Animatsu (鬼松 Onimatsu) a quien cuelgan de un árbol durante tres días. Kamui logra vencer al grupo de ninja y ayuda a Konoma a escapar. Finalmente mata al Chūnin Tenjin para asumir su personalidad. Konoma se hace pasar por el cadáver de Animatsu y sale del fondo del río. Kaji, un ninja sumamente hábil con una cicatriz en la frente, enviado directamente por el Líder para espiar a Tenjin y evaluar su capacidad operativa, se entrevista con Kamui, el ninja le pregunta por qué decidió huir y Kamui cuestiona que los ninja son sólo títeres que trabajan para los señores feudales y terratenientes en lugar de ayudar a la gente común. Kaji analiza esto y se retira sin combatir con Kamui. |                                                       |                          |
| 14 | «Cuerpo móvil» (移し身)                               | 6 de julio de 1969       |
| Kamui empieza a sentir ataques de angustia y delirio de persecución. El ninja fugitivo mata a varias personas inocentes, presa del miedo. Engaña al Líder y asume la personalidad de Tenjin de Tanba y conduce a los 8 ninja a una trampa. Kamui disfrazado de Tenjin enfrenta a otro "Kamui" quien resulta ser Konoma quien se suicida pues no aguanta la tensión y así poder liberar al Ninja fugitivo. El hermano de Tenjin se enfrenta a Kamui y lo desenmascara frente al resto, finalmente Kamui lo mata con el Hechizo Mortal y Kamui convence a los ninja a desertar. |                                                       |                          |
| 15 | «Antiguo ninja» (老忍)                                | 13 de julio de 1969      |
| El Líder envía al viejo ninja Hansuke como nuevo Sub-líder (Chūnin) pero el grupo no lo respeta y lo toma a broma. La idea del Líder es que el viejo infiltre al grupo y pueda socavar la confianza que Kamui les ha sembrado al declararse todos desertores. Hansuke se enfrenta a Kamui a lo largo del capítulo, a quien salva en varias oportunidades por su torpeza. Kamui no sabe si confiar en el grupo de desertores. |                                                       |                          |
| 16 | «excelentísimo shinobu» (抜忍)                        | 20 de julio de 1969      |
| Kaji, el espía secreto del Líder, se enfrenta a Sotosura (外面), uno de los ocho ninja del grupo y decide utilizarlo como espía, para infiltrar al grupo que liderados por el anciano Hansuke han decidido desertar del mundo Ninja, y se unen a Kamui para enfrentar a los perseguidores. Cada uno de ellos como un voto de confianza demuestran sus trucos secretos: Kamui demuestra el Hechizo Mortal; uno de los ninja aplica el truco "Eco de la Montaña", Toguri enseña el truco "Rompevientos", Migoata de Shinden enseña el Truco "Regresivo", Zepa de Seki utiliza la lluvia de dagas, otro ninja utiliza el látigo de forma magistral, Hoteri (ホテリ) utiliza un truco con la espada y Sotosura usa un trompo mortal que lanza Dagas y estrellas envenenadas. El octavo ninja se suicida con explosivos pues no deseaba desertar. Poco a poco los ninja empiezan a ser asesinados por Sotosura quien quiere que piensen que fue Kamui. Al final todos los ninja simulan una pelea aparentan haber muerto peleando entre sí, entonces Sotosura reta a Kamui pero es asesinado por los demás ninja que lo han descubierto. Al final sólo quedan cuatro ninja con Kamui y todos deciden separarse. |                                                       |                          |
| 17 | «La pala negra» (黒鍬)                                | 27 de julio de 1969      |
| Kamui llega a una región seguido por tres ninja que lo siguen de cerca, llega a un pueblo de obreros y es atacado por unos ladrones. Kamui temeroso de ser espiado por los perseguidores se hace el débil y es golpeado. De inmediato Goei (五兵衛 Gohei), el Maestro de obras del Grupo del Azadón Negro lo recluta como obrero de la construcción para trabajar en los sembradíos y diques que está construyendo el grupo para un Señor Feudal. Al mes, dicho señor no ha subido los sueldos como había acordado y los obreros deciden marcharse. El Señor feudal decide liberar a tres bandidos presos y condenarlos a cinco años de trabajos forzados. La idea es matarlos al mínimo reclamo para asustar a los obreros. En efecto al no pagar los aumentos, la guardia Samurái asesina a dos de los bandidos y ataca a los obreros del Azadón Negro. Kamui enfrenta y mata a los Samurái, escapa hacia el bosque donde es seguido por los Ninja a quienes enfrenta, matando al líder del grupo, los otros dos escapan. Kamui deja el pueblo. |                                                       |                          |
| 18 | «Pista» (追跡)                                        | 3 de agosto de 1969      |
| Kamui se siente perseguido nuevamente y sufre de pesadillas recurrentes donde es mutilado y combate contra un ninja que se multiplica. Continúa con su escape en medio del bosque y se da cuenta de que un perro rojo raza Akita Inu, lo sigue. Intentando dejarlo atrás el perro se enfrenta a un oso y lo vence, Kamui se da cuenta de que este perro inteligente y hábil se enfrenta a una manada de perros entrenados que lo atacan lanzándole Kunais. El perro los vence a todos pero queda herido. Kamui se percata que se trata de un perro ninja desertor, igual que él y lo recoge después de la batalla final para curarlo. |                                                       |                          |
| 19 | «Rindō» (りんどう)                                    | 10 de agosto de 1969     |
| Kamui decide quedarse con Aka (アカ), el perro ninja desertor a quien ayudó de escapar de perros ninja perseguidores. Un trío de ninja persiguen a Kamui para matarlo y Aka se percata. Para ayudar al perro del ataque de una víbora venenosa, Kamui cae accidentalmente en una pozo de arena movediza y empieza a hundirse, pide ayuda al perro quien se retira. Aka se encuentra a un grupo de perros salvajes y lucha contra el perro líder al cual mata con un Kunai, asumiendo el liderazgo de la manada. Con ayuda de estos ataca a los tres ninja y logra matar a uno, atrayendo la atención de los otros dos. Kamui sigue hundiéndose y se percata de una flor del desierto muy hermosa que lo relaja y ayuda a superar el temor de irse hundiendo. Mientras Aka logra hacer caer a los dos ninja perseguidores en una trampa y quedan en el medio de una estampida de caballos salvajes muriendo. Luego de eso, Aka vuelve donde Kamui quien esta recién saliendo de la trampa de arena al descubrir que el fondo es muy bajito y sale caminando, medita sobre la belleza de la flor y sigue su camino con el perro. |                                                       |                          |
| 20 | «Posesión transferida» (憑き移し)                     | 17 de agosto de 1969     |
| Kamui sigue su camino con el perro, mientras el Líder envía a dos ninja expertos en el entrenamiento de animales y especialmente perros, estos envían a un perro salvaje a jugar con Aka, sin embargo este perro está infectado con Mal de rabia y en un momento terminal de la enfermedad muerde a Aka infectándolo. A las semanas el perro de Kamui empieza a mostrar síntomas de la rabia, Kamui se refugia en una cueva con el perro mientras los ninjas perseguidores los observan a diario. Un día Kamui entra con un saco, que aparentan ser medicinas y alimentos. A los pocos días, Kamui sale con Aka y éste lo ataca y muerde, Kamui se defiende de su perro y lo lanza a un barranco provocando su muerte. El ninja fugitivo entonces enferma de rabia y dura 28 días para empezar a convulsionar, momento que los perseguidores aprovechan para rematarlo. En ese momento, Kamui se muestra sano y los lleva a la cueva donde les explica que uso un perro sustituto para engañarlos, pues Aka en realidad ha muerto en la cueva dormido por los gases naturales que atrapan a los ninjas y empiezan a morir. Kamui los deja y sale a darle sepultura a su perro fiel. |                                                       |                          |
| 21 | «La mujer guardiana» (女左衛門)                       | 24 de agosto de 1969     |
| Un grupo de cuatro ninja persigue a una Kunoichi (Mujer ninja) de nombre Sugaru (スガル) para matarla por desertora. Kamui observa desde los árboles como la mujer utilizando un truco con su largo cabello lanza agujas (Bo Shuriken) a sus perseguidores y mata a tres de ellos, sin embargo el cuarto logra capturar a la mujer con un látigo y se apresta a liquidarla, en ese momento Kamui le lanza una daga y la salva. Sin embargo la mujer no confía en Kamui y pelea con él con la intención de matarlo para evitar que diga que la ha visto. Se enfrentan en un risco y la mujer utiliza un instrumento llamado Jutte para quebrar la espada de Kamui, sin embargo resbala y cae al precipicio y al río. Días después un grupo de campesino encuentra el cadáver de una mujer desfigurado en las riberas del río. Kamui ve el cadáver y lamento la muerte de la mujer, entre el grupo se encuentra un niño pequeño de nombre Yenta quien llora pues reconoce el cadáver como el de la mamá. Kamui se da cuenta de que es el hijo de la mujer pero sigue su camino. Fuera del pueblo, Yenta encuentra en el camino a Sugaru, su madre a quien reconoce de inmediato y le dice que creía que estaba muerto. Sugaru recuerda cuando colocó a una mujer como su sustituto para fingir su muerte y sigue su camino para reunirse con la familia. |                                                       |                          |
| 22 | «Una pata blanca» (一白)                              | 31 de agosto de 1969     |
| Una caravana Samurái descansa al margen de un río. El caballo del terrateniente que lidera el grupo tiene tres paras marrones y una blanca, al entrar al agua del río los peces se sienten atraídos por esta pata blanca, un hombre oculto en los árboles observa estoy y ataca al caballo derribando al terrateniente y corta la pata del animal huyendo de inmediato. Es perseguido por un grupo de samurái y Kamui que ha visto todo lo ayuda a escapar despistando al grupo. El hombre sale del río y le dice que se llama Hanbei (半兵衛), le agradece y se separan. Kamui aborda un barco para cruzar al otro lado del río pero una feroz tormenta hace que el barco naufrague y casi todos mueren ahogados, sin embargo Kamui queda inconsciente en la margen del otro lado y es rescatado por pescadores. Uno de ellos, es Hanbei el hombre que Kamui había salvado, éste lo lleva a su casa y le pide a la esposa y los hijos que lo cuiden. Por un juego del destino, la esposa del hombre es Sugaru, la Kunoichi desertora que teme que Kamui ha venido a matarla. Sayaka (サヤカ) la hija de Sugaru, cuida de Kamui poniendo mucho interés en él. También Yenta y sus dos hermanitos pequeños cuidan de Kamui y juegan con él. |                                                       |                          |
| 23 | «Dos shinobi» (双忍)                                  | 7 de septiembre de 1969  |
| Sugaru reta a Kamui a enfrentarse en un islote adonde se trasladan. Kamui insiste pidiéndole que le crea, que no la persigue sino que es otro ninja desertor. Sin embargo, la Kunoichi no le cree y luchan pero en un momento determinado ambos quedan ciegos y perdidos. Sayaka la hija de Sugaru ha puesto a flotar en el aire un polvo hecho con los pedazos de una medusa roja, la cual produce ceguera e hinchazón en las mucosas. En tierra, un pescador traidor delata a Hanbei, como el ladrón de la pata del caballo y es arrestado por los Samurái quienes lo torturan crucifican. Sayaka avisa a Kamui y Sugaru y estos van al rescate de Hanbei ayudados por una estampida de caballos salvajes provocada por Kamui. Todos logran escapar pero son perseguidos por los Samurái. Sugaru se asegura que Sayaka, Hanbei, Yenta y los dos niños escapan en un bote, mientras los dos ninja se quedan a enfrentar a los perseguidores. Pero en lugar de la guardia Samurái, quienes enfrentan a Kamui y Sugaru son un grupo de ninja enviados por el Líder. Justo al momento que están rodeados surgen del mar un grupo de bandidos al mando de Fudō (不動) quienes matan a los ninja perseguidores, dicen venir enviados por Hanbei y se llevan a los dos desertores a una isla secreta. |                                                       |                          |
| 24 | «Matar a los tiburones» (鮫殺し)                      | 14 de septiembre de 1969 |
| En la Isla secreta, los pescadores no pueden pescar por una súbita llegada de tiburones que azota la costa. Fudō y su banda son contratados para acabar con los tiburones, mientras Hanbei se recupera y Kamui aprende a pescar tiburones. Sayaka manifiesta deseos de casarse con Kamui y por eso se enfrenta a Sugaru quien no quiere ese futuro para su hija pues nunca sería feliz, sabiendo que Kamui por siempre será perseguido por los asesinos enviados por el Líder. Fudō revela a Kamui que ellos son habitantes de Sanka, una tribu secreta y que han venido de tierras lejanas para poder vivir en paz. El grupo decide asentarse y permanecen durante varios días cazando tiburones. |                                                       |                          |
| 25 | «Mejillón del mes de mayo» (月日貝)                   | 21 de septiembre de 1969 |
| Kamui entrena en privado inventando técnicas de esgrima nuevas. Sayaka le regala a Kamui, una caparazón de mejillón de dos colores y le dice que por un lado se llama "el caparazón del Sol" por el color rojo y "la caparazón de la Luna" por el otro lado por ser de color blanco y le dice que una persona recibe de otra la mitad de la caparazón porque desean unirse pronto y le pide ser su esposa. Kamui duda y piensa en la muchacha pero Sugaru, la mujer ninja se opone. Después de esto, Kamui es atacado por tres perseguidores ninja y los enfrenta para descubrir que se trata de Fudō y sus hombres, quienes le dicen que toda la banda se trata de Ninja desertores, que permanecen juntos para escapar del Líder y los asesinos y que estaban probándolo, de inmediato lo invitan a unirse de manera permanente con la banda. Kamui acepta, pero ese día los ninja pescadores salen a cazar tiburones, Fudō lo retiene y le dice que un desertor nuevo está escapando de varios ninja en un islote y requiere ayuda, se dirigen al sitio y se encuentran al supuesto ninja desertor al que enfrentan y ayuda a Fudo, pero se percata que Fudo utiliza una de las técnicas secreta de Kamui y entra en duda acerca de Fudo. Junto al ninja nuevo escapan en un bote y se encuentran un grupo de tiburones, entonces el nuevo desertor empuja a Kamui fuera del bote, pero no se ha dado cuenta de que Kamui lo había amarrado sin darse cuenta y cae también al agua siendo ferozmente devorado por los animales. Kamui se agarra fuertemente al vientre de un tiburón de gran tamaño y al saltar del agua, Fudo le lanza un arpón para matarlo. Kamui usa un brazo sustituto y Fudo lo da por muerto. Kamui escapa y llega a la costa, se da cuenta de que la caparazón de Sol y Luna está rota y le da mal augurio, se dirige corriendo a la casa de los pescadores, pero el sitio está vacío. Encuentra a Hanbei, Sayaka y a todos los niños muertos, mientras Sugaru está agonizando. La Kunoichi le dice a Kamui que todos han sido envenenados y atacados por un ninja a quien ella logró herir en un ojo con una aguja (Bo Shuriken), antes de poder revelar la identidad del asesino, Sugaru muere en brazos de Kamui. |                                                       |                          |
| 26 | «Atraviesa la niebla» (十文字霞くづし)                | 28 de septiembre de 1969 |
| Kamui decide vengar la muerte de Sayaka, Sugaru y los demás. Deduciendo todos los elementos de la situación se da cuenta de que el traidor debe ser Fudo. El Líder envía a un espía secreto a asesinar a Kamui y a ayudar a Fudo, le dice que si Fudo muere, no importará con tal de cumplir la misión de asesinar a Kamui, en el mismo sitio jura perseguir a Kamui para matarlo mientras viva. Mientras tanto Fudo prepara unas trampas en la costa con una cometa de gran tamaño la cual amarra a las rocas, mientras prepara arpones de metal en grupos. Al llegar los ninja pescadores Fudo coloca los arpones en los botes y les dice que deben volver al mar a pesar de una fuerte tormenta que empieza a caer. Varios relámpagos caen en los arpones y en los botes haciéndolos explotar y lanzando a los ninja al mar, mientras Fudo se lanza y cuelga del Cometa que ha puesto previamente. Kamui observa todo esto. Los ninja son devorados por tiburones mientras Fudo escapa y se dirige a la casa donde se refugia, ahí consigue al espía privado del Líder en una esquina oscura, le cuenta todo lo que ha hecho en la misión y de como asesinó a Sugaru y a Kamui. El cuerpo del ninja cae muerto y Kamui se muestra detrás de éste. De inmediato Kamui y Fudo se enfrentan a muerte, llegando hasta la playa, en un momento Kamui utiliza la técnica "Cruce de Espadas" cortándole los brazos a Fudo, pero no lo mata, si no que lo amarra a un bote y se lo lleva remolcado a alta mar donde es devorado por los tiburones. De regreso a la casa, Kamui entierra a Sayaka en quien piensa que le hubiera gustado casarse para tener una familia, a Sugaru, Hanbei y los niños. Deja en la tumba de Sayaka, la caparazón del Sol y la Luna. Caminando recuerda a todos los ninja que ha enfrentado y la gente que ha conocido, teniendo en cuenta que siempre tendrá que huir sin poder confiar en nadie. Así, llorando sigue su camino para seguir escapando. |                                                       |                          |